# ألكسندر فوكوتيتش
ألكسندر فوكوتيتش (بالسيريلية الصربية: Александар Вукотић) هو لاعب كرة قدم صربي في مركز الدفاع، ولد في 22 يوليو 1995 في كرالييفو في صربيا. لعب مع فاسلاند بيفيرين.

## وصلات خارجية
- ألكسندر فوكوتيتش على موقع قاعدة بيانات كرة القدم.إي يو (الإنجليزية)
- ألكسندر فوكوتيتش على موقع بيانات كرة القدم. دي إي (الألمانية)
- ألكسندر فوكوتيتش على موقع Soccerbase.com (لاعب) (الإنجليزية)
- ألكسندر فوكوتيتش على موقع Soccerway.com (الإنجليزية)
- ألكسندر فوكوتيتش على موقع عالم كرة القدم.نت (الإنجليزية)